# Pasquale Frisenda
Pasquale Frisenda (Milán, Italia, 8 de enero de 1970) es un dibujante de cómic italiano.

## Biografía
En 1985 empezó a asistir a la "Scuola di Fumetto e Illustrazione" (Escuela de Cómics e Ilustración) del Castillo Sforzesco y durante esos años entró en contacto con el estudio Comix de Carlo Ambrosini y Giampiero Casertano. En 1988 comenzó a trabajar para la revista Cyborg: su primera obra fue "Tenebra", con guion de Michele Masiero.
Posteriormente se incorporó al equipo de dibujantes del wéstern Ken Parker de Giancarlo Berardi. En 1996, pasó a trabajar para otro cómic de la editorial Bonelli, la historieta del Oeste/terror Viento Mágico de Gianfranco Manfredi. De esta publicación realizó 14 álbumes y fue también el portadista desde el número 32 (febrero de 2000) al 75 (septiembre de 2003).
En 2009 publicó un álbum especial del wéstern más popular de Italia, Tex, con guion de Mauro Boselli, para luego formar parte del equipo de la serie regular. En 2010 ilustró una historia especial de Dylan Dog, guionizada por Luigi Mignacco. En 2016 dibujó un álbum de Le Storie titulado "Sangue e ghiaccio". En 2018 volvió al género wéstern dibujando Deadwood Dick, adaptación de las novelas de Joe R. Lansdale dedicadas a Nat Love.